# Chromadorina laeta
Chromadorina laeta är en rundmaskart som först beskrevs av De Man 1876.  Chromadorina laeta ingår i släktet Chromadorina och familjen Chromadoridae. Inga underarter finns listade i Catalogue of Life.